# طاوسة
طَأوُسَة قرية تقع في معتمدية الوسلاتية بولاية القيروان من الوسط التونسي.